# Ervin Patkaï
Ervin Patkaï (Békéscsaba, 11 de abril de 1937 - Ibídem, 18 de junio de 1985) fue un escultor de origen húngaro, residente en Francia.

## Vida y obras

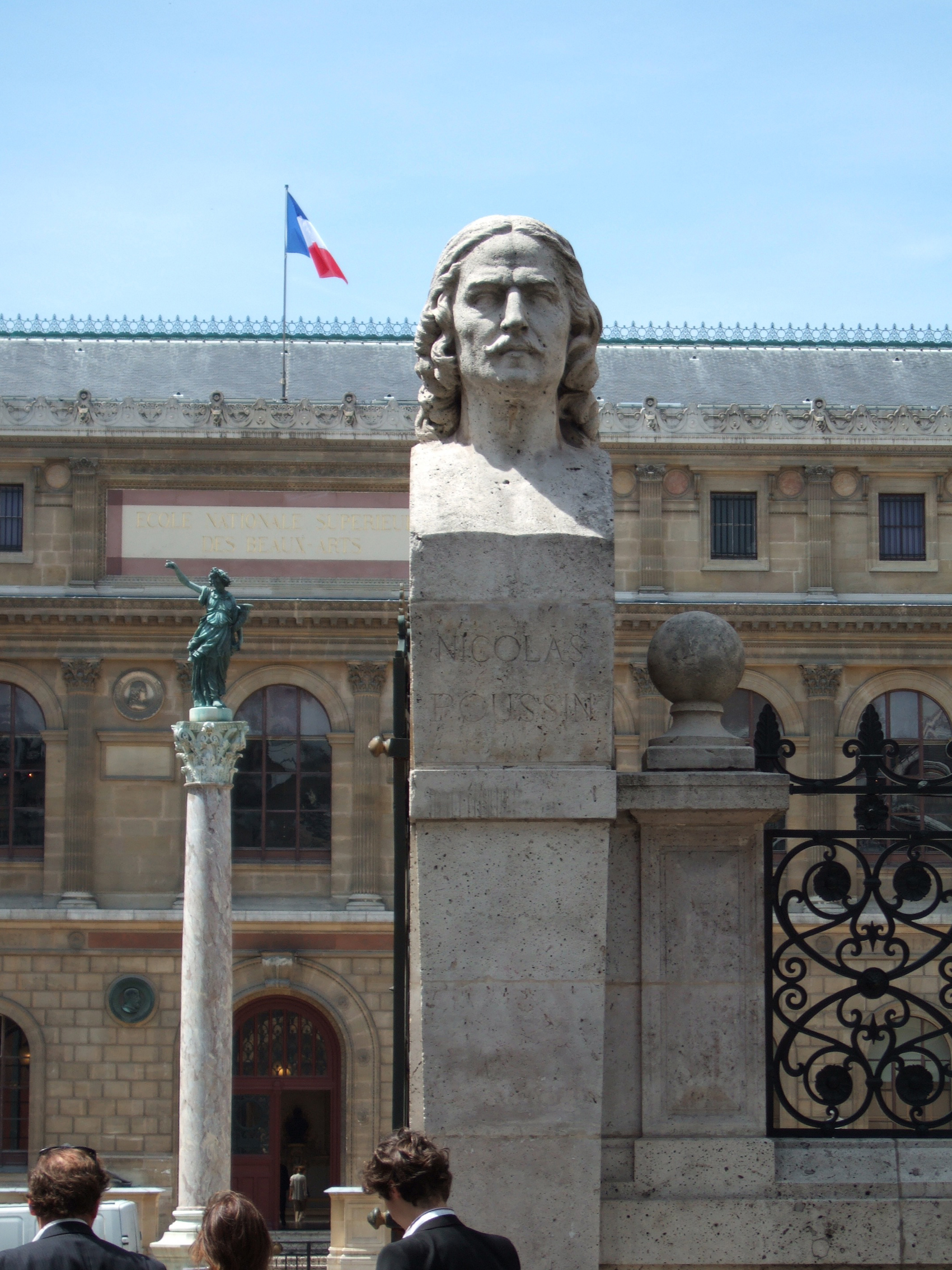
Puerta de la ENSBA, donde estudió Patkaï.

En 1956 estudió en la Escuela de Artes Decorativas de Budapest (taller de Ferenc Medgyessy).
Tenía 19 años cuando la represión soviética le obligó a exiliarse.
Llegó a París, donde asistió al estudio del escultor Henri-Georges Adam en la Escuela de Bellas Artes.
En 1961, expuso en la Bienal de París.
Desde 1964 participó regularmente en los principales salones parisinos:
- Jeune Sculpture - Joven Escultura (formó parte de la comisión de la Asociación de la Joven Escultura de 1969 a 1978).
- Salon de Mai - Salón de Mayo
- Grands et Jeunes d'aujourd'hui - Grandes y jóvenes de hoy
- Salon des réalités nouvelles - Salón de Nuevas Realidades

En 1966 fue galardonado con el premio André Susse.
En 1967 construyó su primera obra monumental en cemento armado en el Simposio de Grenoble y experimentó a gran escala, una técnica de moldeo de poliestireno que desarrolló en 1965 y le brindó la oportunidad de ejecutar varios encargos en el marco del 1% artístico (en francés: 1 % artistique).
Con el objetivo de integrar la escultura en la ciudad y dar al artista un lugar en la planificación urbana, colaboró con diferentes arquitectos.

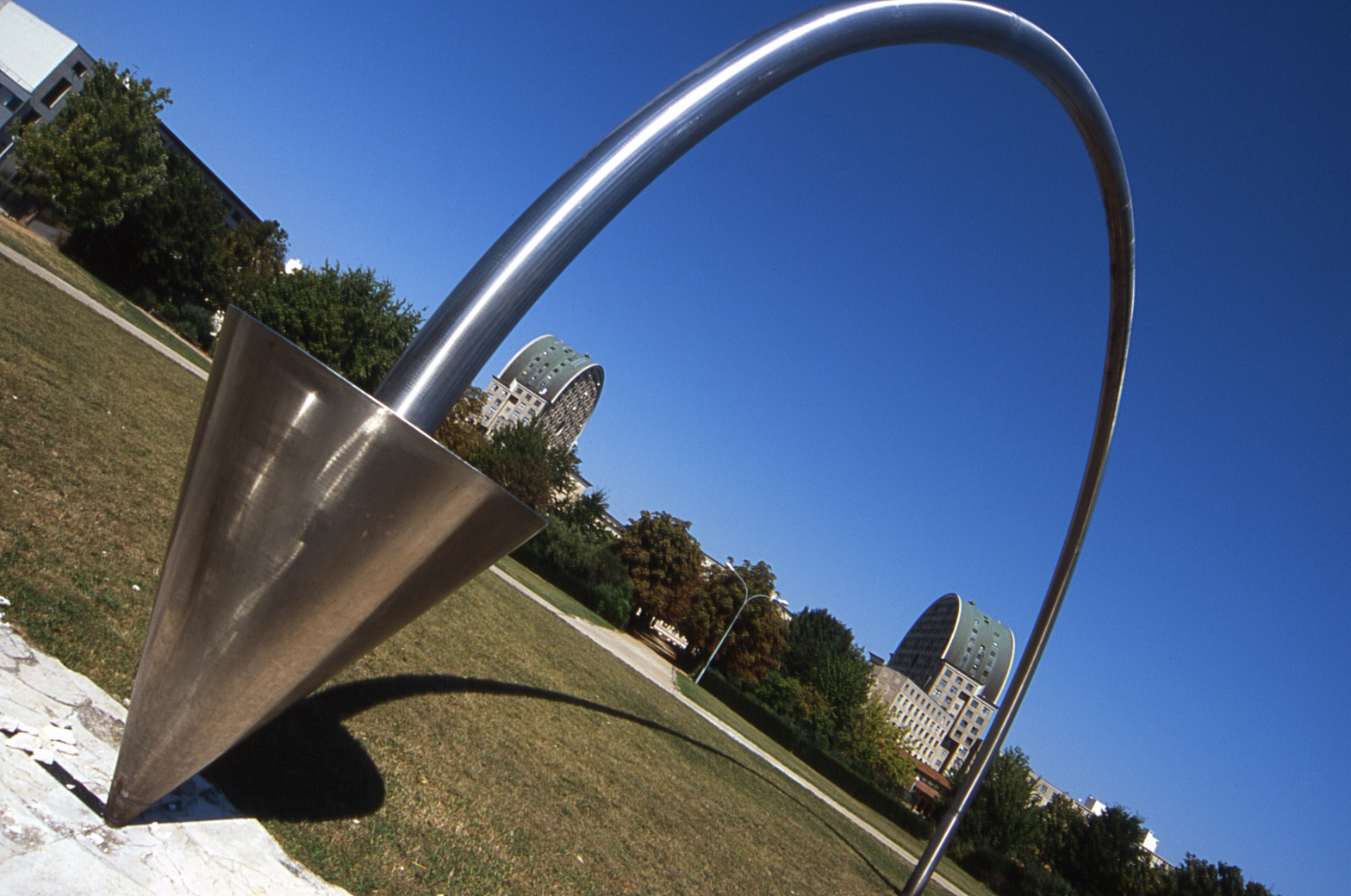
Vista del barrio de Pavé Neuf, en cuya construcción participó Patkaï

En 1975 fue llamado por el equipo de planificadores Epamarne (establecimiento constructor encargado de la configuración de la nueva ciudad de Marne-la-Vallée) para desarrollar el plan maestro para un nuevo barrio. A partir de ese momento, su obra personal está fuertemente influenciada por su pensamiento sobre la planificación urbana.
Partiendo del postcubismo, redescubrió la estética barroca, concretando a finales de la década de 1970 su visión de las formas puras, los "espaces intérieurs" (espacios interiores) que prestan a la arquitectura una monumentalidad hierática y ficticia.
Como docente tuvo una intensa actividad educativa con los alumnos que participaron durante dos años en la Ecole des Beaux-Arts de Reims en el curso dictado bajo el título "cadre bâti" (el "entorno construido").
En 1985, murió prematuramente como consecuencia de un accidente.